# Émilie Loit
Émilie Loit (Cherbourg, 9 de Junho de 1979) é uma ex-tenista profissional francesa.

## Simples (10)
| Doubles               |
| Grand Slam (0)        |
| WTA Championships (0) |
| Tier I (0)            |
| Tier II (0)           |
| Tier III (1)          |
| Tier IV (2)           |
| ITF Titles (7)        |

| N.  | Data              | Torneio        | Piso       | Oponente             | Placar        |
| 1.  | Fevereiro 2, 1997 | Dinan          | Saibro (i) | Emmanuelle Curutchet | 6–2, 7–6      |
| 2.  | Maio 11, 1997     | Gelos          | Saibro     | Karolina Jagieniak   | 6–4, 6–2      |
| 3.  | Fevereiro 1, 1998 | Dinan          | Saibro (i) | Elodie Le Bescond    | 6–1, 6–1      |
| 4.  | Setembro 17, 2000 | Bordeaux       | Saibro     | Lubomira Bacheva     | 7–5, 6–2      |
| 5.  | Abril 14, 2002    | Dinan          | Saibro (I) | Zuzana Ondrášková    | 6–2, 7–5      |
| 6.  | Maio 5, 2002      | Cagnes-sur-Mer | Saibro     | Alena Vašková        | 7–5, 3–6, 6–4 |
| 7.  | Abril 11, 2004    | Casablanca     | Saibro     | Ľudmila Cervanová    | 6–2, 6–2      |
| 8.  | Abril 18, 2004    | Estoril        | Saibro     | Iveta Benešová       | 7–5, 7–6      |
| 9.  | Outubro 16, 2005  | Joué-lès-Tours | Duro (i)   | Jelena Kostanić      | 6–2, 6–1      |
| 10. | Março 3, 2007     | Acapulco       | Saibro     | Flavia Pennetta      | 7–6, 6–4      |

### Duplas
| 'Duplas               |
| Grand Slam (0)        |
| WTA Championships (0) |
| Tier I (0)            |
| Tier II (3)           |
| Tier III (2)          |
| Tier IV (11)          |

| N.  | Data               | Torneio      | Piso        | Parceira            | Oponente                                      | Placar             |
| 1.  | Novembro 21, 1999  | Pattaya City | Duro        | Åsa Carlsson        | Evgenia Koulikovskaya Patricia Wartusch       | 6–1, 6–4           |
| 2.  | Janeiro 16, 2000   | Hobart       | Duro        | Rita Grande         | Kim Clijsters Alicia Molik                    | 6–2, 2–6, 6–3      |
| 3.  | Fevereiro 18, 2001 | Nice         | Carpete (I) | Anne-Gaëlle Sidot   | Kimberly Po Nathalie Tauziat                  | 1–6, 6–2, 6–0      |
| 4.  | Abril 21, 2002     | Budapeste    | Saibro      | Catherine Barclay   | Elena Bovina Zsófia Gubacsi                   | 4–6, 6–3, 6–3      |
| 5.  | Janeiro 12, 2003   | Canberra     | Duro        | Tathiana Garbin     | Dája Bedáňová Dinara Safina                   | 6–3, 3–6, 6–4      |
| 6.  | Março 2, 2003      | Acapulco     | Saibro      | Åsa Svensson        | Petra Mandula Patricia Wartusch               | 6–3, 6–1           |
| 7.  | Setembro 21, 2003  | Shanghai     | Duro        | Nicole Pratt        | Ai Sugiyama Tamarine Tanasugarn               | 6–3, 6–3           |
| 8.  | Abril 11, 2004     | Casablanca   | Saibro      | Marion Bartoli      | Els Callens Katarina Srebotnik                | 6–4, 6–2           |
| 9.  | Maio 8, 2005       | Rabat        | Saibro      | Barbora Strýcová    | Lourdes Domínguez Lino Nuria Llagostera Vives | 3–6, 7–6(8–6), 7–5 |
| 10. | Maio 15, 2005      | Praga        | Saibro      | Nicole Pratt        | Jelena Kostanić Barbora Strýcová              | 6–7(6–8), 6–4, 6–4 |
| 11. | Agosto 14, 2005    | Estocolmo    | Duro        | Katarina Srebotnik  | Eva Birnerová Mara Santangelo                 | 6–4, 6–3           |
| 12. | Agosto 31, 2005    | Budapeste    | Saibro      | Katarina Srebotnik  | Lourdes Domínguez Lino Marta Marrero          | 6–1, 3–6, 6–2      |
| 13. | Outubro 9, 2005    | Tashkent     | Duro        | Maria Elena Camerin | Anastasia Rodionova Galina Voskoboeva         | 6–3, 6–0           |
| 14. | Outubro 30, 2005   | Hasselt      | Duro (i)    | Katarina Srebotnik  | Michaëlla Krajicek Ágnes Szávay               | 6–3, 6–4           |
| 15. | Janeiro 13, 2006   | Hobart       | Duro        | Nicole Pratt        | Jill Craybas Jelena Kostanić                  | 6–2, 6–1           |
| 16. | Fevereiro 12, 2006 | Paris        | Carpete (i) | Květa Peschke       | Cara Black Rennae Stubbs                      | 7–6(7–5), 6–4      |